# Mitsurō Kubo
Mitsurō Kubo (久保 ミツロウ Kubo Mitsurō?,  Sasebo, prefectura de Nagasaki, Japón; 19 de septiembre de 1975) es una mangaka, escritora y locutora japonesa. Es conocida por ser la cocreadora, guionista y diseñadora de personajes junto a Sayo Yamamoto de la serie de anime Yuri!!! on Ice. Ha escrito e ilustrado algunas series de manga shōjo como Moteki y Again!!, ambas serializadas y publicadas por la editorial Kōdansha. Conduce el programa de radio «All Night Nippon» junto a Mineko Nomachi, emitido por la cadena Nippon Broadcasting System.

## Carrera
Kubo comenzó a interesarse en el mundo del manga cuando leyó varias series, en la escuela secundaria ya quería convertirse en mangaka. En la escuela ganó un premio por un manga publicado. Al graduarse de la escuela, se inscribió en una academia dedicada a la enseñanza para mangakas, ubicada en la prefectura de Fukuoka. Se mudó a Tokio para ser asistente de una conocida dibujante. En 1996 debutó con su obra Shiawase 5 Han, a petición de la revista mimi que publicó el manga; la revista se descontinuó y Kubo se cambió a la revista Kiss. Su siguiente trabajo fue 3.3.7 Byooshi!!, publicado en la revista Weekly Shonen. En 2008 publicó el manga Moteki en la revista Evening, en 2010 fue adaptado a una serie de drama para televisión y en 2011 se estrenó una película. Fue nominada al Premio Manga Taishō por su trabajo en Moteki. Desde 2012 ha continuado escribriendo manga, además de dedicarse a su carrera de locutora de radio y aparecer en varios programas de televisión. En el año 2016 la directora de anime Sayo Yamamoto y Kubo anunciaron que produjeron junto al estudio MAPPA una serie de anime original, llamada Yuri!!! on Ice, fue el debut de Kubo en la industria del anime, donde fungió como cocreadora y diseñadora de personajes. La serie de anime fue un éxito comercial y de crítica, que hizo acreedora tanto a la serie como a sus creadores y productores a varios premios. En el año 2017 anunció un evento llamado Kubo Mitsurō-ten, una exhibición de varios dibujos y material inédito de sus obras, con motivo de la conmemoración de 20 años de la industria.

## Obras

### Anime
- Yuri!!! on Ice (2016), cocreadora, guionista y diseñadora de personajes[8]

### Manga
- Shiawase 5 Han (1996–1997)
- Jellyfish (1997–1998)
- 3.3.7 Byooshi!! (2001–2003)[9]
- Tokkyuu!! (2004–2008)[10]
- Moteki (2008–2010)[11]
- Again!! (2011–2014)[12]